# سودووو هلاونو
سودووو هلاونو (به چکی: Sudovo Hlavno) یک منطقهٔ مسکونی در جمهوری چک است که در ناحیه پراگ-شرق واقع شده‌است. سودووو هلاونو ۱۳٫۴ کیلومتر مربع مساحت و ۴۷۸ نفر جمعیت دارد و ۱۸۰ متر بالاتر از سطح دریا واقع شده‌است.